# Adoum Younousmi
Adoum Younousmi, né le 30 août 1962 à  Fada (Tchad), est un homme politique tchadien, Premier ministre par intérim du 23 février au 26 février 2007, à la suite de la mort de Pascal Yoadimnadji.
Il est dans le gouvernement de Pascal Yoadimnadji, ministre d'État, ministre des Infrastructures en août 2005. En septembre 2024, Il est candidat malheureux au poste de Directeur Général  de l'Agence de Sécurité et de navigation en Afrique et au Madagascar (ASECNA).

## Biographie
Nommé ministre d’État et ministre des Infrastructures le 7 août 2005, Monsieur Adoum Younousmi était depuis juin 2003 ministre des Travaux publics et des Transports. Il occupa ainsi en  mai 2010 le poste de ministre de la Défense Nationale par intérim lors des opérations de l'Armée Nationale Tchadienne dans l'Est du Tchad. En août 2011, il fut écarté du gouvernement. Il revient aux affaires en mai 2012 en tant que Secrétaire général de la présidence de la République. En septembre 2012, il est nommé conseiller spécial du chef de l'État tout en quittant le secrétariat général de la présidence. Le 14 février 2013, il fut nommé ambassadeur chargé d'organiser le 25e sommet de l'Union Africaine à N'djamena. Il bénéficia alors du rang et prérogative de ministre à la suite de cette nomination. Le 24 juillet 2013, il revient au portefeuille des Infrastructures, des Transports et de l'Aviation Civile.
Le 7 mai 2018, il a été remplacé par Jean Bernard Padaré
Adoum Younousmi est considéré comme l'un des plus proches collaborateurs du Président Idriss Deby.  Cet ingénieur de formation, qui a représenté l’Agence pour la sécurité de la navigation aérienne auprès de la République du Tchad de 2000 à 2003, est ensuite directeur général de la Société nationale d’entretien routier, chef de subdivision et chef du service Infrastructures génie civil à l’Asecna/Tchad et directeur technique au Génie routier tchadien. Diplômé de génie civil de l'École nationale d'ingénieurs de Bamako, au Mali. Il est commandeur de l'Ordre d'Anjouan (Union des Comores) depuis la même année.